# بادبان‌ماهی هندوآرام
بادبان‌ماهی هندوآرام (نام علمی: Istiophorus platypterus) نام یک گونه از سرده بادبان‌ماهی است.